# 쉬운 정보
쉬운 정보란 읽기에 어려움이 있는 사람들의 이해가 보다 쉽도록 작성된 정보를 편집하는 방법이다.
쉬운 정보는 한 문장이 10-15개 이내의 단어로 구성되며, 각 문장에는 하나의 아이디어와 하나의 동사만을 포함할 것을 지향한다. 수동적 문장 보다는 능동적 문장이 선호된다. 쉬운 정보는 적은 수의 단어로 구성하고, 간단한 단어를 통해 표현하여 아이디어를 전달하기 위해 편집이 이루어진 것을 말한다.
예를 들어: "당신의 포스터를 도서관에 게시하기 위한 허가를 요청하는 메일을 보내주셔서 감사합니다. 허가에 대한 답변을 드리기 전에, 당신의 포스터가 문제 소지가 없는지 확인하기 위해 복사본 1부를 보내주실 것을 요청드립니다."라는 문장은 쉬운 정보로 변환하면 다음과 같다:"당신의 포스터에 관련하여 메일을 주셔서 감사합니다. 포스터를 게시하기 전에 우리가 확인하는 작업이 필요합니다. 이 이유는 문제 소지가 없는지 확인하기 위함입니다."

## 적용
영국 정부는 공공 서비스에 대한 접근성을 높이기 위해 공공 분야에서 쉬운 정보를 사용할 것을 장려하고 있다.
사우스오스트레일리아주 정부는 지역사회와 공공분야 종사자를 대상으로 한 조사 결과에 대응하여, 쉬운 정보의 장점에 대해 온라인 접근성 도구함을 통해 홍보하고 있다.

## 같이 보기
- 기초 영어
- 스페셜 잉글리시